# Municipio de Corregidora
El municipio de Corregidora es uno de los 18 municipios del estado de Querétaro, en México. Su cabecera es El Pueblito, comúnmente llamada "El Pueblito", y está conurbada al municipio de Querétaro.

## Historia
La historia del municipio de Corregidora es muy reciente como tal, sin embargo se tienen registros de asentamientos humanos en el lugar desde hace más de mil años, por ello la historia antigua de Corregidora es fundamentalmente la historia del Centro Ceremonial El Cerrito, alrededor del cual se desarrolló el lugar que actualmente se denomina Municipio de Corregidora.
El origen del Pueblito, data de la época prehispánica. La fundación del centro ceremonial El Cerrito, principal basamento aún existente, data de alrededor del año 700 d. C., en el periodo Epiclásico. Al parecer fue fundado por los Toltecas.
El Cerrito, como se le conoce al basamento piramidal que se ubica aún en el Pueblito, fue concebido como un asentamiento ceremonial de tradición cultural local entre los años 900 y 1200 d. C., en el periodo Posclásico Temprano y se convirtió en el principal centro de tradición tolteca del norte de Mesoamérica.
Al igual que Tula, Xochicalco, Cacaxtla y Chichén Itzá, alcanzó el rang de santuario, expresado como un Tollan, o réplica del lugar de origen de los toltecas. 
Durante la última etapa de ocupación, entre los años 1200 y 1530 d. C., solamente se modificó la plataforma base del basamento piramidal. Culturalmente fue una etapa en la que nuevos grupos chichimecas norteños pasan a ocupar territorios abandonados por los toltecas. No se continuaron utilizando todos los espacios en el Cerrito, no obstante algunos documentos dan cuenta que para 1632 la población chichimeca, otomí y tarasca ofrecían ofrendas que reconocían el carácter sagrado del basamento piramidal. En esta mismo año los franciscanos colocaron en el lugar, en un sitio no bien determinado una imagen de la Virgen María la cual posteriormente se reconocería como la Virgen del Pueblito. 

### Corregidora como Municipio
El 6 de julio de 1939, la zona territorial que comprende el municipio, deja de ser una delegación del Municipio de Querétaro y se eleva a la categoría de Municipio de Corregidora mediante decreto del H. Congreso del Estado, a iniciativa del Gobernador interino Ramón Rodríguez Familiar. El C. Enrique Casas fungió como último Delegado y su primer presidente municipal fue el señor Pompeyo Herrera Uribe.

### Topónimia
Municipio llamado así en honor de Josefa Ortiz de Domínguez (1768 - 1829), heroína de la Independencia en 1810. Se le conoce popularmente con el sobrenombre de La Corregidora, aunque ella nunca tuvo tal cargo, sino su marido el corregidor Miguel Domínguez

## Geografía

### Ubicación y límites
Se encuentra entre las coordenadas geográficas 20°23′ y 20°35′ de latitud norte y 100°22′ y 100°31′ de longitud oeste. La cabecera municipal se encuentra a 7 km de la capital del estado.
Colinda al noreste con el Municipio de Querétaro, al sureste con el Municipio de Huimilpan  y al oeste con el Estado de Guanajuato. Tiene una superficie de 245.8 km², ocupando solo un 2.1% del estado, territorio que ha disminuido debido a políticas de ensanchamiento del Municipio de Querétaro que ha absorbido las colonias cercanas.
La altitud varía en alturas que van desde los 1800 a los 2260 sobre el nivel del mar, tiene grandes contrastes de tierras ya que las más bajas puertas del Bajío cuentan con sistemas de riego y las altas solamente de temporal.

### Orografía
Hay varios montes y valles. Las mayores alturas son: Las Vacas con 2260 m s. n. m. y Buenavista con 1000 m s. n. m.

### Hidrografía
Situado al sur de Querétaro en la vertiente del Pacífico, el cauce del río El Pueblito está en la cuenca del río Querétaro, fluye al Apaseo, río La Caja, el Mela, río Santiago y al Océano Pacífico.

## Demografía
El municipio de Corregidora cuenta con 212,567 habitantes según el Censo de Población y Vivienda del INEGI en el año 2020 de los cuales 103,032 son hombres y 109,535 son mujeres. 
El municipio de Corregidora tiene un total de 549 localidades, las principales y su población en 2020 son las siguientes:
| Localidad              | Población |
| Total Municipio        | 216,491   |
| El Pueblito            | 115 264   |
| Venceremos             | 21 352    |
| San José de los Olvera | 19 873    |
| La Negreta             | 16,451    |
| Candiles               | 13,217    |
| Los Ángeles            | 12,151    |
| Los Olvera             | 4 102     |
| Residencial Santa Fe   | 2 999     |
| La Cueva               | 2 494     |
| El Jaral               | 2 028     |
| Charco Blanco          | 1 977     |

## Economía

### Agricultura
Posee grandes áreas de cultivo. Entre los productos más consechados se encuentran la cebada, sorgo, trigo así como alfalfa.
En la comunidad de San Rafael se siembra una gran cantidad de hortalizas como lechugas, zanahoria, cebollas y granos básicos como maíz y frijol, además de existir ganado ovino, caprino, porcino y vacuno en la mayoría de sus comunidades como Charco Blanco, El Jaral, Bravo, La Presa, La Puerta, Las Taponas, San Rafael, Purísima de San Rafael, La Poza, El Ranchito, La Cueva y otras más por mencionar.

### Industria
Existe un parque industrial importante en el municipio como es el Parque Industrial Balvanera. Dicho parque alberga industrias como Siemens, TetraPak, Sika, etc. También existe la Zona Industrial El Pueblito en la cual se localizan algunas microempresas.

## Turismo

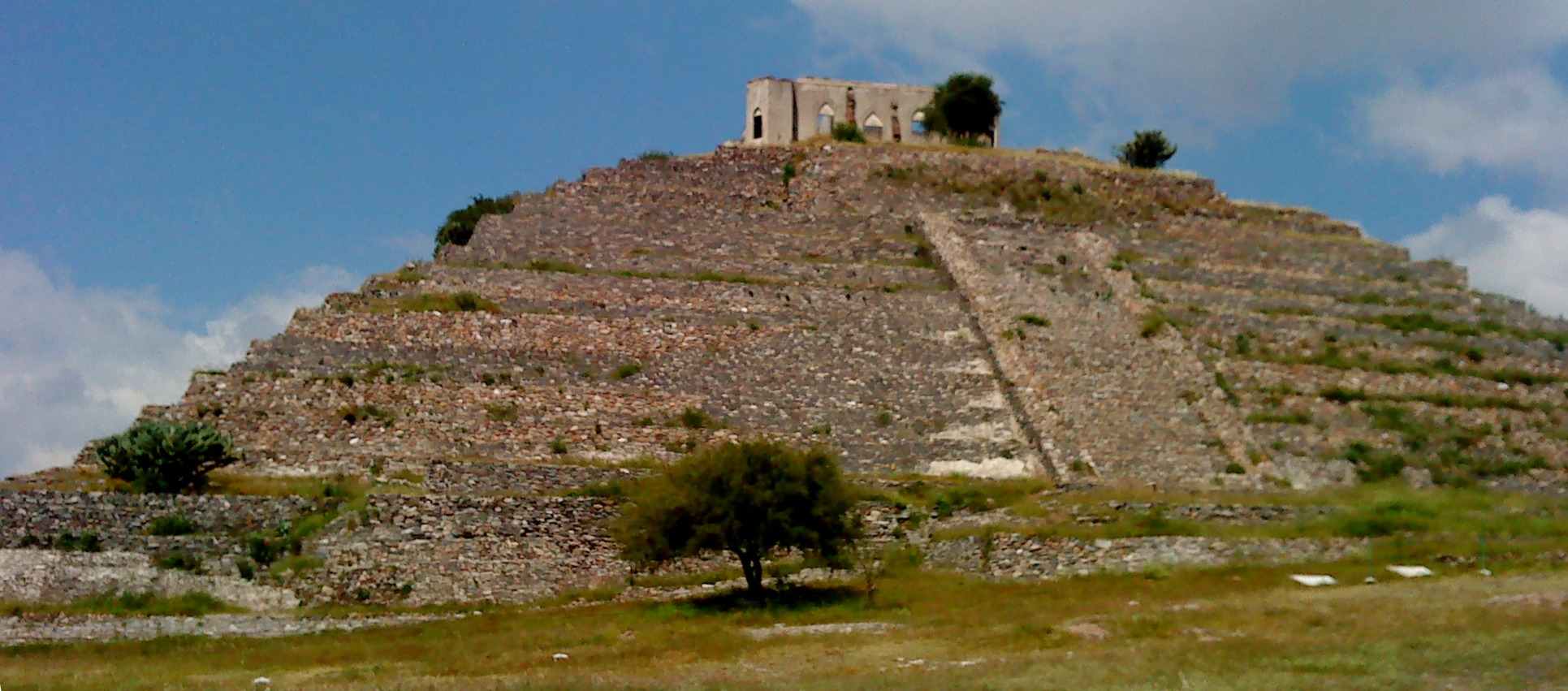
Pirámide del Gran Cué.

Corregidora tiene muy marcadas las tradiciones y cultura heredadas de los españoles y de los indígenas que habitaron esta zona. Prueba de ello son las fiestas que realizan a lo largo del año con motivo de celebrar a la Virgen de El Pueblito, celebraciones que atraen a turistas de distintas partes del estado e incluso del país.  Históricamente este municipio se ha desarrollado con ciertas tradiciones y particularidades que le han impregnado de una identidad local fuerte y diferente.

En Corregidora, y principalmente en la cabecera municipal, se realizan artesanías de cerámica, de barro, de madera, así como bordado en listón y piñatas tradicionales. Los artesanos se reúnen en la Casa de las Artesanías ubicada en frente del Santuario de la Virgen del Pueblito; también venden sus productos en los portales de la antigua presidencia municipal ubicada enfrente del Jardín Principal. En la Casa de las Artesanías también se puede encontrar la Muñequita Indita que representa a las inditas de las fiestas de la Virgen del Pueblito.

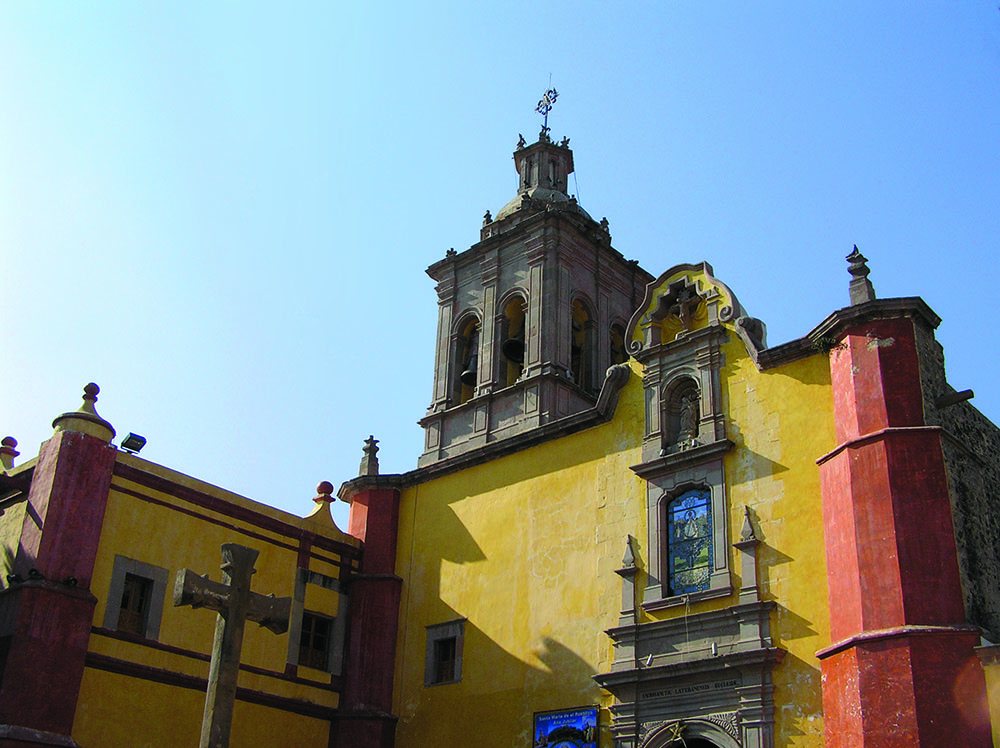
Santuario de la Virgen del Pueblito

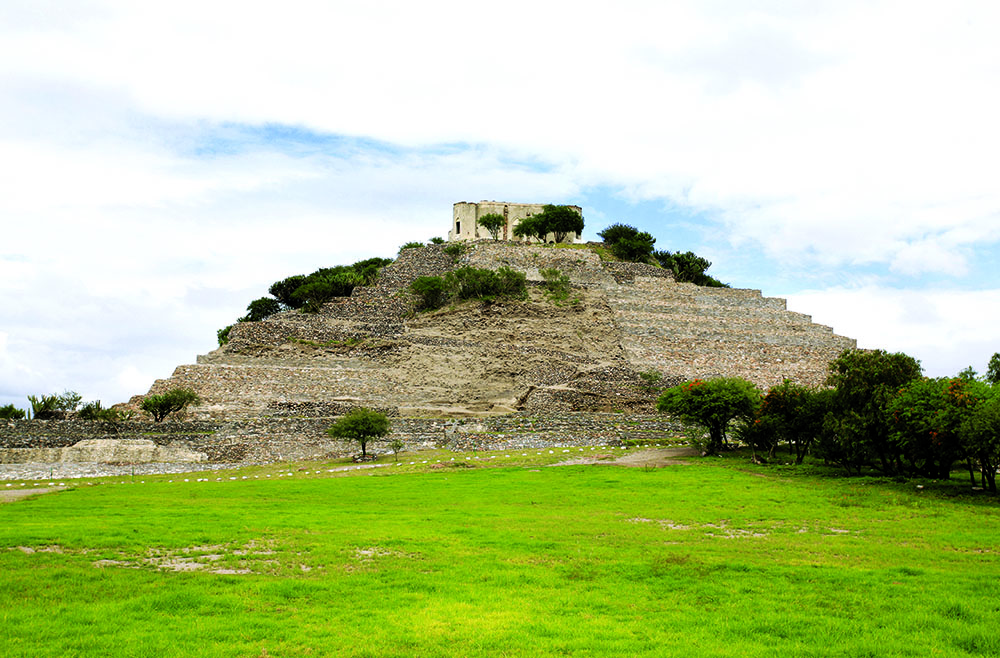
Plaza de la danza, El Cerrito

- Jardín Principal. Ubicado en el centro de la cabecera municipal de Corregidora, El Pueblito y a un costado de la Parroquia de San Francisco Galileo. Se realizan eventos culturales y artísticos a lo largo del año.

- Santuario y convento de la Virgen del Pueblito. Fue inaugurado el 5 de febrero de 1736 cuando la Virgen de El Pueblito (hecha por Fray Sebastián de Gallegos) fue trasladada a su segunda ermita en el antiguo panteón municipal. Está conformada por la Capilla del Santísimo, un patio central con arcos y una fuente de cantera, y con un museo en donde se exhiben las vestimentas y accesorios que ha utilizado la imagen de la virgen así como documentos, exvotos y fotografías.  Hay tres fechas importantes en torno a la Virgen del Pueblito:

1. En febrero se celebra la Fiesta Grande para conmemorar el aniversario del Santuario y el traslado de la virgen a su templo.
2. En abril se celebra la Fiesta Litúrgica.  Parroquia de San Francisco Galileo

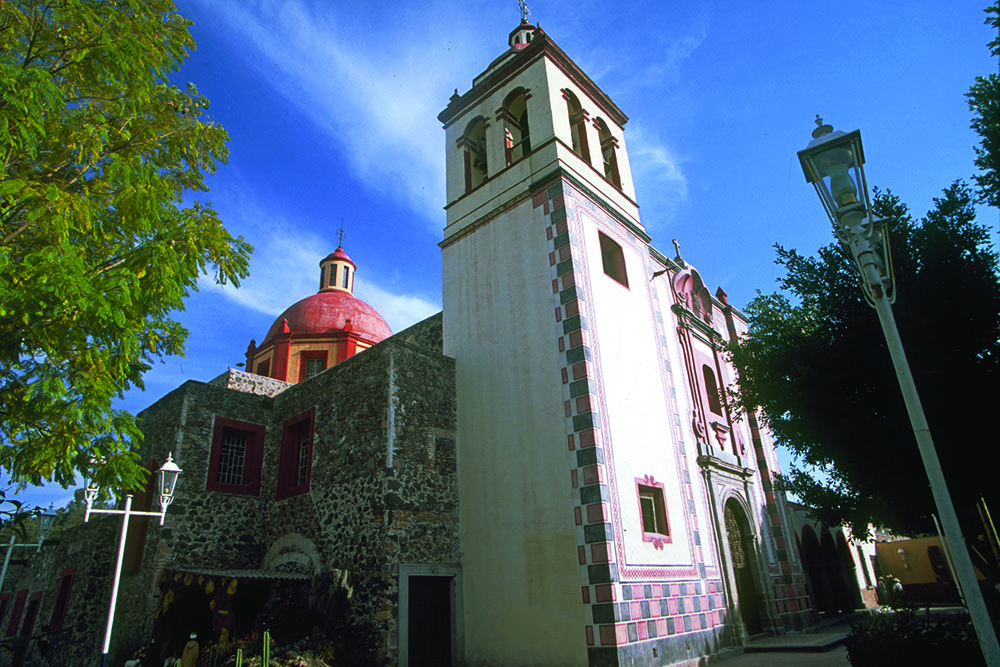
Parroquia de San Francisco Galileo

3. En octubre  se conmemora la coronación como Patrona de la Ciudad Episcopal de Santiago de Querétaro.Plaza de la danza, El Cerrito

- Parroquia de San Francisco Galileo. Fue construida por solicitud de los frailes franciscanos para ser un convento anexo al Santuario de la Virgen del Pueblito. Dentro del templo se pueden observar esculturas y se complementa con un atrio.

- El Cerrito o Pirámide del Pueblito. Se localiza a 7 km de la ciudad de Querétaro. Fue un centro ceremonia prehispánico, religioso y político que durante mucho tiempo fue el más importante del bajío. Se han encontrado vestigios de las culturas tolteca, teotihuacana, chichimeca, purépecha y otomí. Fue sitio clave para el inicio del culto a la Virgen del Pueblito pues su imagen fue colocada en la base de la pirámide por Fray Nicolás de Zamora, de esta manera los indígenas comenzaron a venerarla. Una peculiaridad de El Cerrito es 'El Fortín'; un monumento histórico del siglo XIX que remata su basamento piramidal construido en 1876 con un concepto arquitectónico curioso: planta de tipo militar con puertas y ventanas neogóticas. El Basamento Piramidal tiene una altura de 30 metros, a su alrededor podemos apreciar la Plaza de las Danzas, Plaza de las Escultura, Altar de Cráneos, Palacio de los 4 altares. Otro lugar de turístico es el Santuario de la Santísima Virgen del Pueblito, el interior del santuario tiene piso de piedra de San Andrés, de este mismo material es el  altar, la catedral, el trono y el piso de la Capilla Votiva.

- Santuario de Schoenstatt. El movimiento de Schoenstatt, con origen en Alemania, llegó a Querétaro en 1974. Está ubicado en Los Olvera y es una réplica del templo original ubicado en Vallendar, Alemania. Cuenta con jardines, cafetería, tienda de recuerdos y el Museo de la Nueva Alianza.

- Casa de la Cultura. Es un edificio del siglo XIX que fungió como escuela hasta el 1972. Fue remodelado para hacer una Casa de la Cultura en 1985. Actualmente se imparten clases de arte para personas de todas las edades.

## Fiestas tradicionales
Estudios del INEGI de 2009 confirman que el 92% de la población de Querétaro profesa la religión católica. Algunos lugares religiosos representativos de la religión católica en territorio de Querétaro son: la Basílica de Soriano, Parroquia de San Pedro y San Pablo, el Claustro del Exconvento de San Agustín, la Iglesia de San Felipe Neri, el Real Convento de Santa Clara, el Templo de Santa Rosa de Viterbo, el Santuario de Schoenstatt, el Templo y Ex convento de San Francisco, Templo y Convento de Santa Cruz y el Convento de Teresitas.

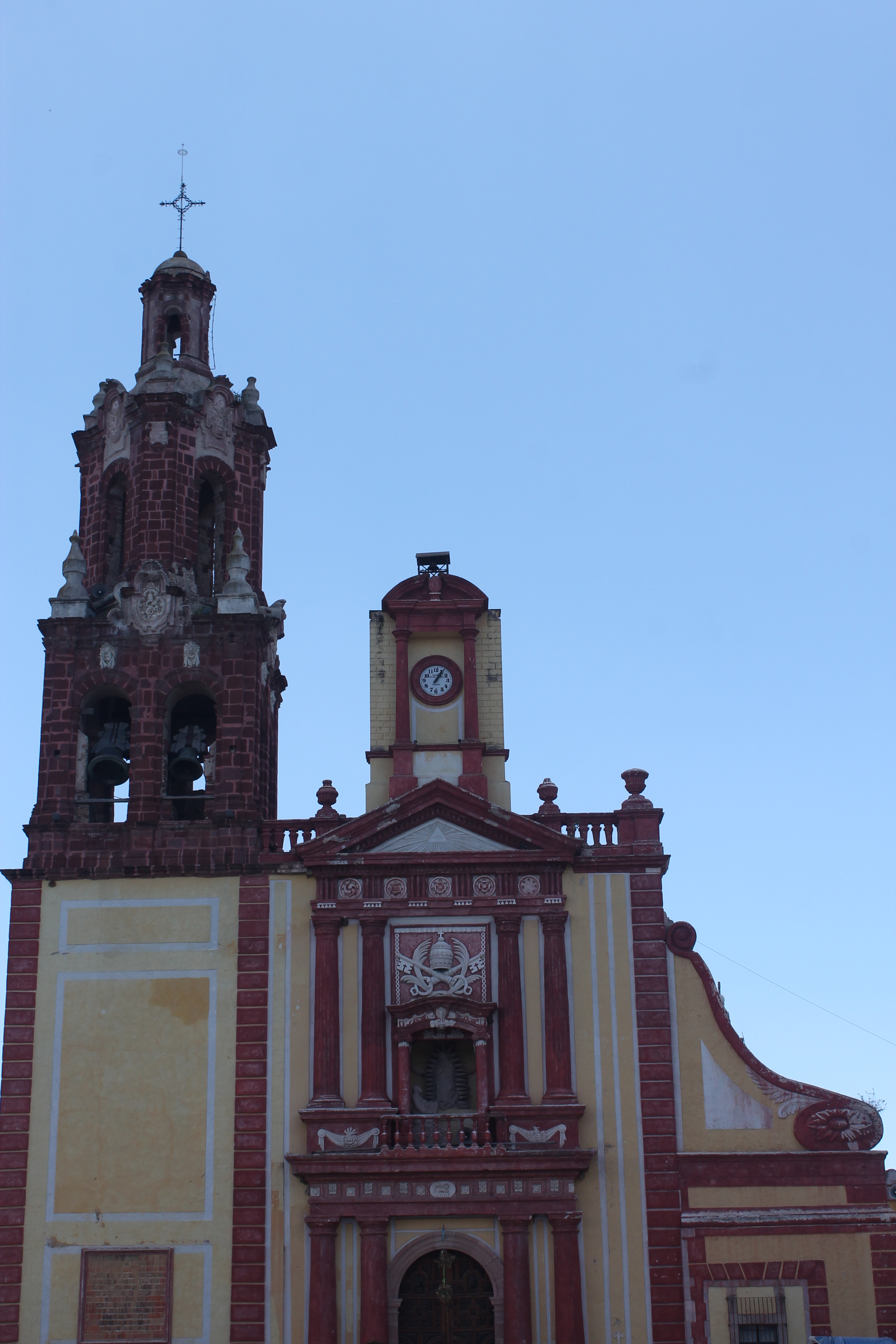
La Parroquia de San Pedro y San Pablo en Cadereyta de Montes

La cabecera Municipal de Corregidora es El Pueblito, lugar lleno de tradiciones religiosas en donde las festividades abarcan todo el año, empezando por el día de reyes, fecha en la que se festeja al niño Jesús, en el mes de febrero son las fiestas de la virgen de El Pueblito, con su tradicional paseo del Buey, celebración en la que participa toda la comunidad, siguiendo con las tradiciones de más de 500 años, la Virgen de El Pueblito es un icono a nivel Estado y cotidianamente se tienen peregrinaciones a su santuario, es venerada por el gremio de los transportistas, quienes vienen de diferentes estados de la República a visitarla.
En honor a la virgen del lugar existen personas con el nombre personal de: "Pueblito". Cosa que cae de extraño a los foráneos.

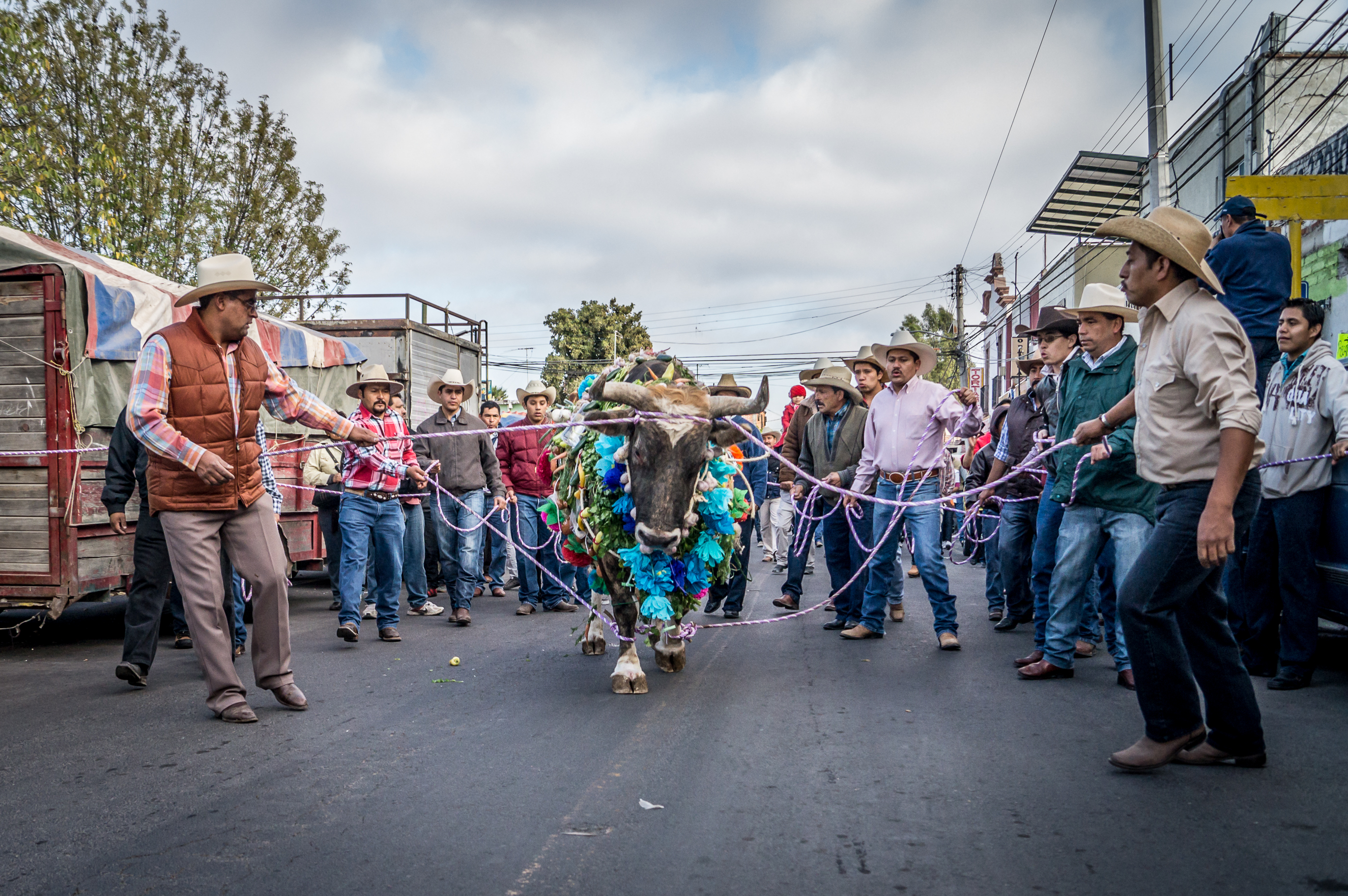
El Paseo del Buey en El Pueblito

Una de las devociones más arraigadas de la región se dedica a la Virgen de El Pueblito, imagen peregrina cuya casa permanente se encuentra en el Santuario que lleva su nombre.
Esta imagen es venerada por todos los peregrinos que llegan hasta su hermoso Santuario que se caracteriza por una austera elegancia que arropa a todos los fieles que acuden a visitar a la Patrona de los Queretanos como señal de agradecimiento. Durante el mes de febrero, acuden cientos de peregrinos a visitar a la Virgen de El Pueblito; esto sucede una semana antes del Miércoles de Ceniza, cuando se realizan las fiestas de la Coronación. La fe de esta región tiene sus raíces en esta Venerable imagen desde hace más de 300 años.

## Forma de gobierno
1. Presidente Municipal
2. Delegados
3. Regidores de mayoría relativa (2 síndicos)
4. Regidores de representación proporcional
5. Principales Comisiones: de Hacienda, Comercio, Industria, Gobernación, Obras Públicas, Educación, Policía Municipal, Salud.

### Presidentes municipales
Presidentes Municipales de Corregidora
| Presidente municipal                    | Periodo     | Partido |
| --------------------------------------- | ----------- | ------- |
| Aarón Patiño Casas                      | 1970-1973   |         |
| Guadalupe Guerrero Olvera               | 1973-1976   |         |
| Austreberto Álvarez Bardales            | 1976-1979   |         |
| Gonzalo Borja Rivera                    | 1979-1982   |         |
| Rodolfo Valdez Mora                     | 1982-1985   |         |
| Juan Hernández Moreno                   | 1985-1988   |         |
| Blanca Pérez Buenrostro (interina)      | 1988        |         |
| José Javier López Valencia              | 1988-1991   |         |
| Hilario Zúñiga Castillo                 | 1991-1994   |         |
| Miguel Ángel Patiño Aboytes             | 1994-1997   |         |
| Blanca Pérez Buenrostro                 | 1997-2000   |         |
| Luis Antonio Zapata Guerrero            | 2000-2003   |         |
| David López Corro                       | 2003-2006   |         |
| Germán Borja García                     | 2006-2009   |         |
| Carmelo Mendieta                        | 2009-2012   |         |
| Luis Antonio Zapata Guerrero            | 2012-2015   |         |
| Mauricio Kuri González                  | 2015-2018   |         |
| Josué David Guerrero Trápala (interino) | 2018        |         |
| Roberto Sosa Pichardo                   | 2018-2021   |         |
| Rafael Montoya Bolaños (interino)       | 2021        |         |
| Roberto Sosa Pichardo                   | 2021-2024   |         |
| Andrea Perea Vázquez (interina)         | 2024        |         |
| Roberto Sosa Pichardo                   | 2021-2024   |         |
| Adolfo Colin Sánchez (interino)         | 2024        |         |
| Josué David Guerrero Trápala            | 2024 - 2027 |         |

Las elecciones son el primer domingo de julio cada 3 años. El 1° de octubre siguiente es la fecha de toma de posesión de los cargos de presidente municipal, delegados y regidores.
Diputados
La población del municipio de Corregidora se encuentra representada por el diputado del 6.º y 8.º Distrito en la Legislatura del Estado y junto con Querétaro por el diputado del 4° Distrito Electoral Federal de Querétaro en el Congreso de la Unión.

## Hermanamientos
La ciudad de Corregidora tiene Hermanamientos con 7 ciudades alrededor del mundo:
- Santa Clara, Cuba (1999)[8]
- Pharr, Estados Unidos (2013)[9]
- Laredo, Estados Unidos (2016)[10]
- Fresnillo, México (2017)[11]
- Teotihuacán, México (2019)[12]
- Amealco, México (2022)[13]
- Colon, México (2022)[14]